# Жилсон Тавареш
Жи́лсон Беншимол Тава́реш (на португалски: Kevin Lenini Gonçalves Pereira de Pina) е футболист на Кабо Верде, играещ под наем като нападател за португалския Бенфика Б и националния отбор на Кабо Верде. Участник в Купата на африканските нации 2021 и Купата на африканските нации 2023. През 2024 при второто си участие вкарва първия гол за отбора си срещу Египет при равенството 2:2 в групите.